# Denver International Airport
Denver International Airport (IATA: DEN, ICAO: KDEN, FAA LID: DEN), ofta känd som DIA, är Denvers Internationella flygplats i Colorado, USA. Flygplatsen ligger 37 km nordost om Denver. Denver International Airport är en viktig hub för United Airlines samt utgångsplats för Frontier Airlines med avgångar till nästan hela landet samt några semesterorter i Mexiko.